# Китиньяно
Китинья́но (итал. Chitignano) — коммуна в Италии, расположена в области Тоскана, в провинции Ареццо.
Население составляет 967 человек (2008 г.), плотность населения составляет 66 чел./км². Занимает площадь 15 км². Почтовый индекс — 52010. Телефонный код — 0575.
Покровителем коммуны почитается святой Викентий Сарагосский, празднование 22 января.

## Демография
Динамика населения:

## Администрация коммуны
- Официальный сайт: http://www.comune.chitignano.arezzo.it/ Архивная копия от 2 апреля 2010 на Wayback Machine